# Camarines Sur
Camarines Sur (tagalo: Timog Kamarines; inglés: South Camarines) es una provincia en la región de Bícol en Filipinas. Su cabecera es Pili.

## Economía
La provincia produce arroz, maíz, pasto, pescado de agua dulce y carne. Negociantes hacen la exportación y la importación, creciendo sus actividades para incluir provincias vecinas porque la demanda local podría ser limitada debido al ingreso bajo de los habitantes de su propia provincia.

## División territorial
Estos son los municipios de la provincia, con capital en la ciudad de Pili.
| Nombre       | Población (censo de 2020) | Número de barangayes |
| ------------ | ------------------------- | -------------------- |
| Baao         | 61 493                    | 30                   |
| Balatan      | 30 669                    | 17                   |
| Bato         | 52 155                    | 33                   |
| Bombon       | 17 995                    | 8                    |
| Buhi         | 81 306                    | 38                   |
| Bula         | 73 143                    | 33                   |
| Cabusao      | 19 257                    | 9                    |
| Calabanga    | 88 906                    | 48                   |
| Camaligan    | 25 036                    | 13                   |
| Canaman      | 36 205                    | 24                   |
| Caramoan     | 51 728                    | 49                   |
| Del Gallego  | 26 403                    | 32                   |
| Gainza       | 11 584                    | 8                    |
| Garchitorena | 29 436                    | 23                   |
| Goa          | 71 368                    | 34                   |
| Iriga        | 114 457                   | 36                   |
| Lagonoy      | 56 714                    | 38                   |
| Libmanan     | 112 994                   | 75                   |
| Lupi         | 33 897                    | 38                   |
| Magarao      | 26 742                    | 15                   |
| Milaor       | 33 963                    | 20                   |
| Minalabac    | 53 981                    | 25                   |
| Nabua        | 86 490                    | 42                   |
| Naga         | 209 170                   | 27                   |
| Ocampo       | 51 073                    | 25                   |
| Pamplona     | 39 333                    | 17                   |
| Pasacao      | 53 461                    | 19                   |
| Pili         | 99 196                    | 26                   |
| Presentación | 22 591                    | 18                   |
| Ragay        | 59 770                    | 38                   |
| Sagnay       | 36 841                    | 19                   |
| San Fernando | 38 626                    | 22                   |
| San José     | 43 973                    | 29                   |
| Sipocot      | 68 169                    | 46                   |
| Siruma       | 19 419                    | 22                   |
| Tigaon       | 60 524                    | 23                   |
| Tinambac     | 70 176                    | 44                   |

## Idiomas
El bicolano es el idioma principal de la provincia.